# Poloka
Poloka è un villaggio del Botswana situato nel distretto Centrale, sottodistretto di Mahalapye. Il villaggio, secondo il censimento del 2011, conta 743 abitanti.

## Località
Nel territorio del villaggio sono presenti le seguenti 11 località:
- Bodibajankwe di 3 abitanti,
- Chaoka di 2 abitanti,
- Leselo di 15 abitanti,
- Masobeya di 20 abitanti,
- Metsimonate di 10 abitanti,
- Mmamodutwana di 4 abitanti,
- Mogobe-wa-Marole di 24 abitanti,
- Mosung di 6 abitanti,
- Phokojwe di 2 abitanti,
- Ramputswa di 4 abitanti,
- Tlagae di 17 abitanti